# 伊勒河畔凯尔明茨
伊勒河畔凯尔明茨是德国巴伐利亚州的一个市镇。总面积8.52平方公里，总人口1332人，其中男性671人，女性661人（2011年12月31日），人口密度156人/平方公里。